# Гонзвил
Гонзвил (фр. Gonzeville) насеље је и општина у северној Француској у региону Горња Нормандија, у департману Приморска Сена која припада префектури Руан.
По подацима из 2011. године у општини је живело 105 становника, а густина насељености је износила 21,74 становника/km². Општина се простире на површини од 4,83 km². Налази се на средњој надморској висини од 110 метара (максималној 144 m, а минималној 98 m).

## Демографија
| 1962. | 1968. | 1975. | 1982. | 1990. | 1999. | 2011. |
| ----- | ----- | ----- | ----- | ----- | ----- | ----- |
| 186   | 190   | 155   | 143   | 123   | 111   | 105   |

График промене броја становника у току последњих година